# István Szelényi
István Szelényi [ˈiʃtvaːn ˈsɛleːɲi] (* 8. August 1904 in Altsohl, Österreich-Ungarn, heute Zvolen, Slowakei; † 31. Januar 1972 in Budapest) war ein ungarischer Pianist und Komponist.
István Szelényi studierte Komposition bei Zoltán Kodály und lehrte später selbst an der Musikhochschule in Budapest. Aus seinem Schaffen sind die Werke für den Musikunterricht weltweit bekannt geworden, darunter Werke für Jugendorchester, für Violinensemble, außerdem Kammer- und Klaviermusik. Zahlreiche Werke von ihm sind ins Repertoire des deutschen Schott-Verlages (Mainz) aufgenommen worden, beispielsweise sein „Musikalisches Bilderbuch“ für Klavier, eine der phantasievollsten und pädagogisch anregendsten Klaviersammlungen des 20. Jahrhunderts.

## Pianist, Komponist, Forscher
István Szelényi war ein ausgezeichneter Pianist mit Hochschuldiplom und als europaweit konzertierender Künstler ein hervorragender Interpret vor allem der Werke von Franz Liszt, Béla Bartók und seiner eigenen Zeitgenossen.
Um die Mitte der 1950er Jahre erhielt István Szelényi durch seine Erstveröffentlichungen von Liszt-Werken („Bagatelle ohne Tonart“, „Csardás macabre“, Historische Ungarische Porträts")sowie durch seine Schriften als Liszt-Forscher und Musikwissenschaftler internationale Aufmerksamkeit.
Die erste kompositorische Schaffenszeit von István Szelényi stand ganz im Zeichen eines experimentellen, expressionistischen Stils. Nach dem Ende des Zweiten Weltkrieges folgte eine „mittlere Schaffensperiode“ mit der Bestrebung, eine tonale, allgemein verständliche, zugleich gegenwartsnahe Musik zu schreiben. Auf dieser Basis entwickelte sich dann in den 1960er Jahren sein expressiver, freitonaler, teils etwas karger Spätstil, gleichsam als Synthese aus früher und mittlerer Schaffensphase, wobei ein eigenartiger Humor in seiner Musik nicht zu kurz kommt.
Aus dem reichhaltigen, nahezu alle musikalischen Gattungen umfassenden Lebenswerk von István Szelényi sind in den 1990er Jahren posthum erschienen u. a. die „Sonate für Flöte und Klavier“ (Editio Musica Budapest, EMB), die Suite „Colorit“ für Klavier zu vier Händen, ferner die „Improvisation für Violine oder Flöte mit Klavier“ beim Schott-Verlag (Mainz). Sein letztes vollendetes Werk, eine vierhändige Klaviersonate aus dem Jahre 1970 ist ebenfalls bei Schott erschienen. Die posthume Uraufführung des Werks fand am 14. November 1997 im Residenzschloss Bad Urach (Deutschland, Baden-Württemberg) statt. Es spielte das deutsche GrauSchumacher Piano Duo. Die beiden Pianisten, deren ausgezeichnete Interpretation durch das SWR-Studio Tübingen live mitgeschnitten worden ist, betreuten zugleich die Erstausgabe dieser dreisätzigen Klaviersonate. Die jüngste Veröffentlichung: zur Frankfurter Musikmesse 2001 erschien die Neuausgabe von zwölf leichten kleinen Stücken für Flöte mit Klavierbegleitung. Aus den 24 leichten kleinen Vortragsstücken für Violine und Klavier hat der junge ungarische Flötist Gyula Szeloth-Csetényi gemeinsam mit Laszló Szelényi (* 3. Oktober 1935 in Budapest; † 30. März 2008 in Wien), dem Sohn von István Szelényi, diese Auswahl bearbeitet.

## Aufnahmen und Einspielungen
Im Österreichischen Rundfunk (ORF) sind bisher die folgenden Werke (als Studioproduktionen oder live im Konzert aus dem „Empire-Saal“ des Esterházy-Schlosses zu Eisenstadt) aufgenommen worden: „Arie“ und Sonate für Violoncello und Klavier", die „Sonate für Flöte und Klavier“ (alle bei EMB in Ungarn verlegt), sowie die Klavierstücke „Hommage à Bartók“ und „Nocturne“ und der Liederzyklus „Neue ungarische Lyrik“. Dies sowie CD-Aufnahmen seiner Klavierwerke in Japan zeugen von der bleibenden Qualität der Musik von István Szelényi und einer lebendigen, weltweiten Wertschätzung seines Gesamtschaffens.
(Quelle: Vorwort zu der von seinem Sohn, Laszló Szelényi, 1996 in Eisenstadt begründeten „Musik im Herbst – Pannonische Konzertreihe“ der „István Szelényi Stiftung“, Ausgabe Herbst 2007)

## Werke
István Szelényi komponierte eine Operette, drei Oratorien, zwei Pantomimen, eine Sinfonie, eine Ouvertüre, eine Streichersuite, zwei Violinkonzerte, ein Klavierkonzert und ein Tripelkonzert für Violine, Bratsche, Klavier und Blasorchester, kammermusikalische Werke, Klavierstücke und Chormusik.